# Verme-da-mongólia

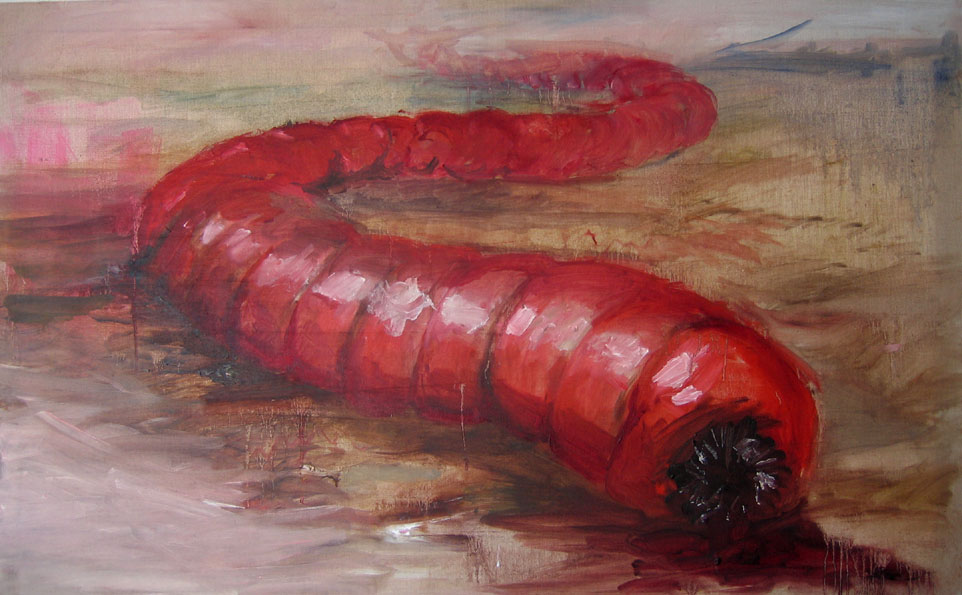
Ilustração feita pelo pintor belga Pieter Dirkx

O verme-da-mongólia, allghoi, orghoi ou khorkhoi (хорхой) é uma criatura venenosa de existência não provada que habitaria o deserto de Gobi, na Mongólia. Há vários relatos de nômades do deserto durante muitos anos sobre este verme gigante.

## Caça ao verme
Supostamente, o verme-da-mongólia teria entre 0,60 e 1,50 metro de comprimento, com o corpo inteiramente vermelho, seria altamente agressivo e liberaria um veneno amarelo muito forte. O verme supostamente teria um corpo com muitos espinhos e poderia descarregar descargas elétricas porém bem fracas, mais fracas que as das enguias elétricas.
Ivan Mackerle, um explorador da República Checa tentou fazer com que o verme viesse à superfície usando explosivos, mas não teve sucesso. Tentou novamente em 2004, fotografar o verme de um avião, mas não achou nada.